# 킨두 공항
킨두 공항은 콩고민주공화국 킨두시의 랄라바 강 항에 위치한 공항이다.